# Llista de topònims de Montmaneu
Llista de topònims (noms propis de lloc) del municipi de Montmaneu, a l'Anoia
Informació actualitzada per un bot. Els canvis manuals es perdran quan s'actualitzi!

## entitat singular de població
| imatge | Nom          | Ubicat a  | instància de                                   | Detalls | coordenades                                                       | Protecció | Commons (més fotos) | Dades a WD                    |
| ------ | ------------ | --------- | ---------------------------------------------- | ------- | ----------------------------------------------------------------- | --------- | ------------------- | ----------------------------- |
|        | Montmaneu    | Montmaneu | entitat singular de població capital municipal | 164 hab | 41° 37′ 32″ N, 1° 24′ 55″ E / 41.62552891°N,1.41540336°E 708 msnm |           |                     | Modifica les dades a Wikidata |
|        | la Panadella | Montmaneu | entitat singular de població                   | 36 hab  | 41° 37′ 06″ N, 1° 24′ 01″ E / 41.61819722°N,1.40031389°E 710 msnm |           | La Panadella        | Modifica les dades a Wikidata |

## església
| imatge | Nom                                        | Ubicat a  | instància de     | Detalls                     | coordenades                                          | Protecció                                  | Commons (més fotos)                        | Dades a WD                    |
| ------ | ------------------------------------------ | --------- | ---------------- | --------------------------- | ---------------------------------------------------- | ------------------------------------------ | ------------------------------------------ | ----------------------------- |
|        | Fossar del Sant Crist de Montmaneu         | Montmaneu | església         | Estil: arquitectura popular | 41° 37′ 35″ N, 1° 25′ 10″ E / 41.626382°N,1.419429°E | bé integrant del patrimoni cultural català | Fossar del Sant Crist de Montmaneu         | Modifica les dades a Wikidata |
|        | Mare de Déu de la Creu de Montmaneu        | Montmaneu | església         | Estil: arquitectura popular | 41° 37′ 32″ N, 1° 25′ 05″ E / 41.625434°N,1.417982°E | bé integrant del patrimoni cultural català | Mare de Déu de la Creu de Montmaneu        | Modifica les dades a Wikidata |
|        | Mare de Déu del Bon Viatge de la Panadella | Montmaneu | església         |                             | 41° 37′ 07″ N, 1° 23′ 51″ E / 41.61864°N,1.3974°E    | bé integrant del patrimoni cultural català | Mare de Déu del Bon Viatge de la Panadella | Modifica les dades a Wikidata |
|        | Sant Jordi de Riquer                       | Montmaneu | església capella |                             | 41° 36′ 17″ N, 1° 23′ 33″ E / 41.604769°N,1.39247°E  |                                            |                                            | Modifica les dades a Wikidata |
|        | Santa Maria de Montmaneu                   | Montmaneu | església         | Estil: arquitectura gòtica  | 41° 37′ 32″ N, 1° 24′ 55″ E / 41.625502°N,1.41524°E  | bé integrant del patrimoni cultural català | Santa Maria de Montmaneu                   | Modifica les dades a Wikidata |

## font
| imatge | Nom               | Ubicat a  | instància de | Detalls | coordenades                                                         | Protecció | Commons (més fotos) | Dades a WD                    |
| ------ | ----------------- | --------- | ------------ | ------- | ------------------------------------------------------------------- | --------- | ------------------- | ----------------------------- |
|        | font de la Josepa | Montmaneu | font         |         | 41° 37′ 02″ N, 1° 22′ 39″ E / 41.6173608447554°N,1.37749689217131°E |           |                     | Modifica les dades a Wikidata |
|        | font del Liret    | Montmaneu | font         |         | 41° 36′ 37″ N, 1° 23′ 22″ E / 41.6102588995976°N,1.38934006548194°E |           |                     | Modifica les dades a Wikidata |

## granja
| imatge | Nom                   | Ubicat a  | instància de | Detalls | coordenades                                                         | Protecció | Commons (més fotos) | Dades a WD                    |
| ------ | --------------------- | --------- | ------------ | ------- | ------------------------------------------------------------------- | --------- | ------------------- | ----------------------------- |
|        | Granges Soler         | Montmaneu | granja       |         | 41° 37′ 25″ N, 1° 24′ 31″ E / 41.6237316624827°N,1.40863080529268°E |           |                     | Modifica les dades a Wikidata |
|        | Granges Vendrell      | Montmaneu | granja       |         | 41° 37′ 27″ N, 1° 24′ 55″ E / 41.6242935370098°N,1.41539914488146°E |           |                     | Modifica les dades a Wikidata |
|        | Granges del Castellví | Montmaneu | granja       |         | 41° 37′ 39″ N, 1° 24′ 41″ E / 41.62749807602°N,1.41134719874755°E   |           |                     | Modifica les dades a Wikidata |
|        | Granja Marimon        | Montmaneu | granja       |         | 41° 37′ 23″ N, 1° 24′ 43″ E / 41.6231301946629°N,1.41203061354001°E |           |                     | Modifica les dades a Wikidata |
|        | Granja Mercer         | Montmaneu | granja       |         | 41° 37′ 28″ N, 1° 24′ 47″ E / 41.6245141855713°N,1.41311300732438°E |           |                     | Modifica les dades a Wikidata |

## masia
| imatge | Nom                      | Ubicat a  | instància de | Detalls | coordenades                                                         | Protecció | Commons (més fotos) | Dades a WD                    |
| ------ | ------------------------ | --------- | ------------ | ------- | ------------------------------------------------------------------- | --------- | ------------------- | ----------------------------- |
|        | Ca l'Adeilada            | Montmaneu | masia        |         | 41° 37′ 11″ N, 1° 24′ 28″ E / 41.619765707882°N,1.40776809528264°E  |           |                     | Modifica les dades a Wikidata |
|        | Cal Baiona               | Montmaneu | masia        |         | 41° 37′ 14″ N, 1° 24′ 37″ E / 41.6204775325948°N,1.41039126560766°E |           |                     | Modifica les dades a Wikidata |
|        | Cal Cintoi               | Montmaneu | masia        |         | 41° 36′ 55″ N, 1° 24′ 42″ E / 41.6152064038727°N,1.41154090846284°E |           |                     | Modifica les dades a Wikidata |
|        | Cal Gabriel              | Montmaneu | masia        |         | 41° 37′ 08″ N, 1° 24′ 03″ E / 41.6187503673353°N,1.40080745432092°E |           |                     | Modifica les dades a Wikidata |
|        | Cal Gassol               | Montmaneu | masia        |         | 41° 37′ 05″ N, 1° 24′ 25″ E / 41.6179618178082°N,1.40693628280264°E |           |                     | Modifica les dades a Wikidata |
|        | Cal Joanet de l'Ametller | Montmaneu | masia        |         | 41° 37′ 14″ N, 1° 24′ 26″ E / 41.6206227552235°N,1.40721887029934°E |           |                     | Modifica les dades a Wikidata |
|        | Cal Masuca               | Montmaneu | masia        |         | 41° 36′ 56″ N, 1° 24′ 07″ E / 41.615640749931°N,1.40194048251729°E  |           |                     | Modifica les dades a Wikidata |
|        | Cal Patió                | Montmaneu | masia        |         | 41° 37′ 57″ N, 1° 24′ 37″ E / 41.6325982821769°N,1.4102134962264°E  |           |                     | Modifica les dades a Wikidata |
|        | Cal Requesens            | Montmaneu | masia        |         | 41° 37′ 29″ N, 1° 24′ 19″ E / 41.6246945110854°N,1.40531805841054°E |           |                     | Modifica les dades a Wikidata |
|        | Cal Sant                 | Montmaneu | masia        |         | 41° 37′ 07″ N, 1° 24′ 05″ E / 41.6185799734177°N,1.40150782444181°E |           |                     | Modifica les dades a Wikidata |
|        | Can Marinet              | Montmaneu | masia        |         | 41° 37′ 07″ N, 1° 24′ 27″ E / 41.618672925555°N,1.4075549255668°E   |           |                     | Modifica les dades a Wikidata |
|        | Mas Casat                | Montmaneu | masia        |         | 41° 37′ 47″ N, 1° 23′ 55″ E / 41.62967054248°N,1.3986048882593°E    |           |                     | Modifica les dades a Wikidata |
|        | Mas Corbella             | Montmaneu | masia        |         | 41° 37′ 58″ N, 1° 23′ 48″ E / 41.6328869134426°N,1.39662828399222°E |           |                     | Modifica les dades a Wikidata |
|        | Torre del Gener          | Montmaneu | masia        |         | 41° 36′ 16″ N, 1° 23′ 39″ E / 41.6045342968106°N,1.39411452858066°E |           |                     | Modifica les dades a Wikidata |
|        | les Mesquites            | Montmaneu | masia        |         | 41° 37′ 45″ N, 1° 25′ 00″ E / 41.6290403817111°N,1.41672344682167°E |           |                     | Modifica les dades a Wikidata |

## muntanya
| imatge | Nom                  | Ubicat a                                         | instància de | Detalls | coordenades                                                         | Protecció | Commons (més fotos) | Dades a WD                    |
| ------ | -------------------- | ------------------------------------------------ | ------------ | ------- | ------------------------------------------------------------------- | --------- | ------------------- | ----------------------------- |
|        | Tossal del Postillon | Ribera d'Ondara Sant Guim de Freixenet Montmaneu | muntanya     |         | 41° 37′ 50″ N, 1° 23′ 16″ E / 41.630559°N,1.387798°E 685 msnm       |           |                     | Modifica les dades a Wikidata |
|        | Turó de l'Àvia       | Montmaneu                                        | muntanya     |         | 41° 37′ 25″ N, 1° 23′ 30″ E / 41.62356944°N,1.39175833°E 703.1 msnm |           |                     | Modifica les dades a Wikidata |
|        | la Creu del Vent     | Talavera Montmaneu                               | muntanya     |         | 41° 35′ 59″ N, 1° 24′ 04″ E / 41.5996°N,1.40114°E 800 msnm          |           |                     | Modifica les dades a Wikidata |

## Misc
| imatge | Nom                            | Ubicat a  | instància de        | Detalls                     | coordenades                                                         | Protecció                                            | Commons (més fotos)           | Dades a WD                    |
| ------ | ------------------------------ | --------- | ------------------- | --------------------------- | ------------------------------------------------------------------- | ---------------------------------------------------- | ----------------------------- | ----------------------------- |
|        | Casa a Montmaneu               | Montmaneu | casa                | Estil: arquitectura popular | 41° 37′ 32″ N, 1° 24′ 55″ E / 41.625671°N,1.415347°E                | bé integrant del patrimoni cultural català           |                               | Modifica les dades a Wikidata |
|        | Castell de Riquer              | Montmaneu | castell             |                             | 41° 36′ 20″ N, 1° 23′ 31″ E / 41.605453°N,1.392072°E                | bé d'interès cultural                                |                               | Modifica les dades a Wikidata |
|        | Pont de Mussa                  | Montmaneu | pont                |                             | 41° 37′ 18″ N, 1° 24′ 57″ E / 41.6215810028674°N,1.4159457020983°E  |                                                      |                               | Modifica les dades a Wikidata |
|        | Radar de La Panadella          | Montmaneu | radar meteorològic  |                             | 41° 36′ 07″ N, 1° 24′ 10″ E / 41.601817°N,1.402777°E                |                                                      | Weather radar de La Panadella | Modifica les dades a Wikidata |
|        | Vernet                         | Montmaneu | vèrtex geodèsic     | Alt: 1.2m                   | 41° 36′ 01″ N, 1° 24′ 03″ E / 41.600398°N,1.400831°E 803.875 msnm   |                                                      |                               | Modifica les dades a Wikidata |
|        | casa consistorial de Montmaneu | Montmaneu | casa consistorial   |                             | 41° 37′ 32″ N, 1° 24′ 51″ E / 41.6256628°N,1.414189°E               |                                                      |                               | Modifica les dades a Wikidata |
|        | el Corralot                    | Montmaneu | cabana              |                             | 41° 36′ 46″ N, 1° 24′ 23″ E / 41.6127121351967°N,1.40638139156865°E |                                                      |                               | Modifica les dades a Wikidata |
|        | l'Hostal Vell de la Panadella  | Montmaneu | edifici             |                             | 41° 37′ 01″ N, 1° 24′ 05″ E / 41.616856°N,1.401472°E                | bé integrant del patrimoni cultural català           | L'Hostal Vell de la Panadella | Modifica les dades a Wikidata |
|        | pedrera Cisteró                | Montmaneu | pedrera             |                             | 41° 37′ 39″ N, 1° 25′ 24″ E / 41.6273757017078°N,1.42339061291368°E |                                                      |                               | Modifica les dades a Wikidata |
|        | torre de la Panadella          | Montmaneu | torre de sentinella |                             | 41° 37′ 10″ N, 1° 24′ 07″ E / 41.61935°N,1.401957°E ca:La Panadella | bé d'interès cultural bé cultural d'interès nacional | Torre de la Panadella         | Modifica les dades a Wikidata |